# Lappula capensis
Lappula capensis är en strävbladig växtart som först beskrevs av Dc., och fick sitt nu gällande namn av Gürke. Lappula capensis ingår i släktet piggfrön, och familjen strävbladiga växter. Inga underarter finns listade i Catalogue of Life.